# 颱風雲娜
颱風雲娜（英語：Typhoon Rananim，國際編號：0413，聯合颱風警報中心：16W，菲律賓大氣地球物理和天文管理局：Karen）為2004年太平洋颱風季第十三個被命名的風暴。「雲娜」一名由密克羅尼西亞提供，原意為楚克語之寒暄詞。
由於雲娜在台灣、中國大陸造成重大損失，因此「雲娜」的名字在風季後被退役，由凡那比替代。

## 發展過程及路徑
一熱帶擾動在8月5日在西北太平洋上形成，NRL熱帶氣旋中心給予其擾動編號為98W。其後漸漸發展，組織逐步好轉，並朝西推進。98W於8月8日上午發展為一熱帶低氣壓，聯合颱風警報中心給予編號16W。當時16W位於季風槽內，並受到相關之微弱西南氣流影響，緩慢地轉向東北方向移動，並在不錯的大氣環境下增強。當晚16W增強為一熱帶風暴，日本氣象廳把其命名——雲娜。
8月9日，雲娜轉向偏北的方向推進，並於下午增強為一強烈熱帶風暴，並漸漸發展出一「中心密集雲團區（CDO）」。
8月10日，雲娜轉向西北至西北偏西移動，逼近台灣。當晚，雲娜進一步增強為一颱風，中心發展出一渾圓而且清晰的風眼。雲娜隨後繼續以時速15公里向西北方向推進，趨向台灣。
8月11日，中央氣象局於早上11時30分發佈「海上陸上颱風警報」。
8月12日下午，雲娜強度達至顛峰，近中心風力達至150km/h，氣壓為950hPa，瞬間最大陣風為215km/h。其顛峰強度維持了約6小時。當晚20时，雲娜於浙江省台州市温岭市石塘镇登陸，因而迅速減弱。當晚系統組織顯著轉差，風眼亦被填塞。 
8月13日清晨，雲娜轉向西北偏西移動並減弱為一強烈熱帶風暴，並進一步於中午減弱為熱帶風暴，並於下午減弱為一低壓區。

## 影響

### 中国大陆

#### 浙江省

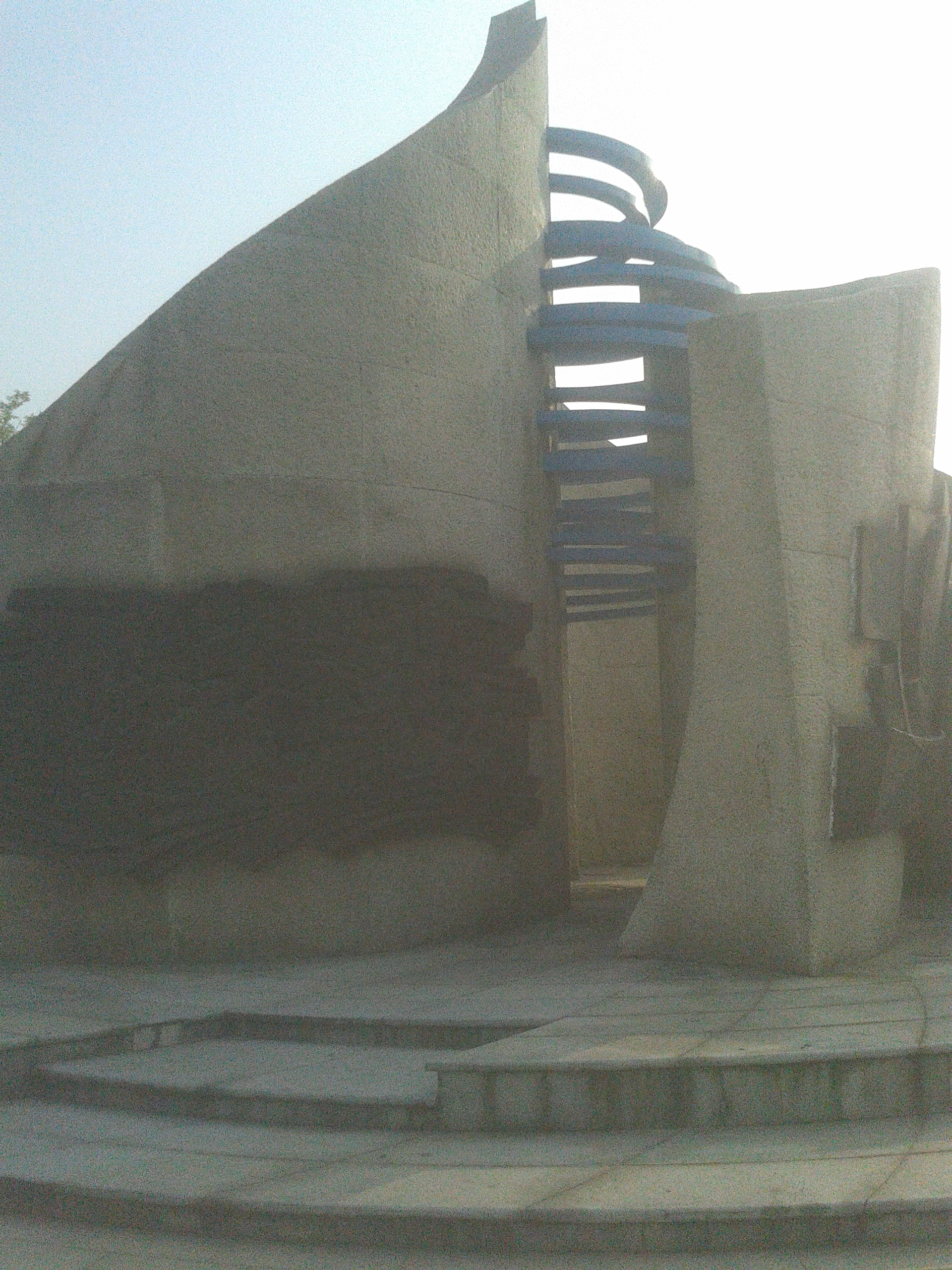
位于台州的纪念雕塑

雲娜在8月12日晚於浙江省台州地區登陸。雲娜所帶來的暴雨和狂風令浙江省有164人死亡，1800人受傷，24人失蹤。至少有三百多個村莊被困，農作物受災面積達二十多萬公頃，倒塌及損壞房屋達十六萬多間，直接經濟損失達153.3億元。
另外雲娜亦令浙江全省有大雨到暴雨，部分地區有大暴雨，其中東部地區局部有特大暴雨，平均雨量超過200毫米，局部雨量可能超過500毫米。期間浙江南部海岸更出現7至9米的狂浪到狂濤。

### 臺灣
雲娜所引進之西南氣流在台灣中南部山區帶來豪大雨，其中暴雨在花蓮一處道路造成山泥傾瀉，三名工人一度遭活埋，其中至少一人死亡。

### 日本

#### 沖繩
而在雲娜吹襲期間，沖繩宮古島曾錄得每小時90公里的暴風、176公里的陣風及955hPa的氣壓。

## 熱帶氣旋警告使用紀錄

### 台灣
| 交通部中央氣象局 颱風警報 | 交通部中央氣象局 颱風警報 | 交通部中央氣象局 颱風警報 |
| ------------------------- | ------------------------- | ------------------------- |
| 上一熱帶氣旋              | 海上颱風警報              | 下一熱帶氣旋              |
| 輕度颱風康伯斯            | 海上颱風警報              | 中度颱風艾利              |
| 輕度颱風康伯斯            | 陸上颱風警報              | 中度颱風艾利              |

## 外部連結
- （日語）http://www.jma.go.jp/ （页面存档备份，存于） 日本氣象廳首頁
- （英文）http://www.usno.navy.mil/JTWC/ （页面存档备份，存于） 聯合颱風警報中心首頁
- （简体中文）https://web.archive.org/web/20120928121548/http://www.nmc.gov.cn/ 中央氣象台首頁
- （繁體中文）http://www.cwb.gov.tw/ （页面存档备份，存于） 中央氣象局首頁
- （繁體中文）http://www.hko.gov.hk/ （页面存档备份，存于） 香港天文台首頁
- （繁體中文）http://www.smg.gov.mo/ （页面存档备份，存于） 澳門地球物理暨氣象局首頁